# 圣玛格丽特-拉菲热尔
圣玛格丽特-拉菲热尔（法語：Sainte-Marguerite-Lafigère，法語發音：[sɛ̃t maʁɡərit lafiʒɛʁ]）是法国阿尔代什省的一个市镇，属于拉让蒂耶尔区。

## 地理
圣玛格丽特-拉菲热尔（44°28'40"N, 3°59'18"E）面积10.07 平方千米，位于法国奥弗涅-罗讷-阿尔卑斯大区阿尔代什省，该省份为法国东南部内陆省份，北起顺时针与卢瓦尔省、伊泽尔省、德龙省、沃克吕兹省、加尔省、洛泽尔省和上盧瓦爾省接壤。
与圣玛格丽特-拉菲热尔接壤的市镇（或旧市镇、城区）包括：蒂讷河畔马拉尔斯、蒙塞尔格、马隆和埃尔兹、皮耶德博尔讷。
圣玛格丽特-拉菲热尔的时区为UTC+01:00、UTC+02:00（夏令时）。

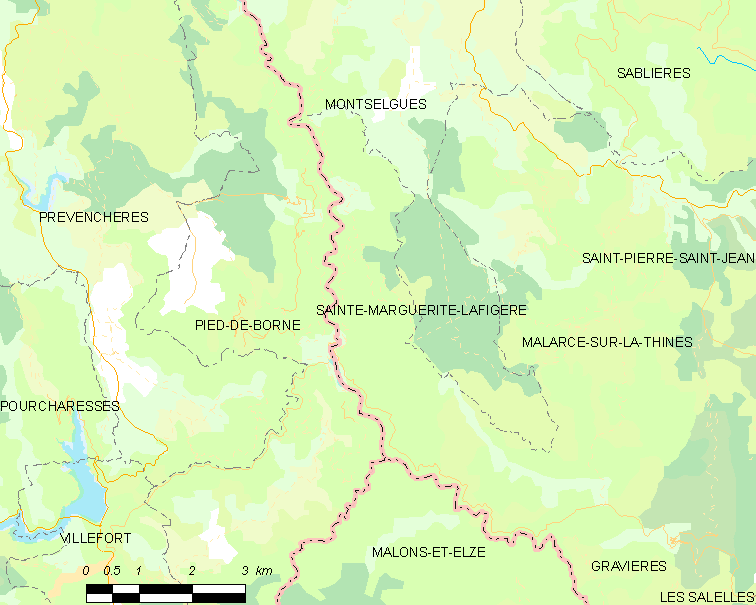
圣玛格丽特-拉菲热尔的OSM定位图

## 行政
圣玛格丽特-拉菲热尔的邮政编码为07140，INSEE市镇编码为07266。

## 政治
圣玛格丽特-拉菲热尔所属的省级选区为阿尔代什塞文县。

## 人口

1962-2008年间圣玛格丽特-拉菲热尔人口变化图示

圣玛格丽特-拉菲热尔于2022年1月1日时的人口数量为116人。